# 诺曼 (北部省)
诺曼（法語：Nomain，法語發音：[nɔmɛ̃]）是法国上法兰西大区北部省的一个市镇，位于该省中部，属于杜埃区。

## 地理
诺曼（50°29'56"N, 3°15'1"E）面积19.11 平方千米，位于法国上法蘭西大區北部省，该省份为法国最北部的省份及最长的省份，西北濒北海，西接加来海峡省，南至埃纳省和索姆省，东与比利时接壤。
与诺曼接壤的市镇（或旧市镇、城区）包括：热内、奥尔希、佩韦勒地区唐普勒沃、佩韦勒地区艾克斯、欧希莱索尔希、佩韦勒地区卡佩勒、朗达、穆尚。

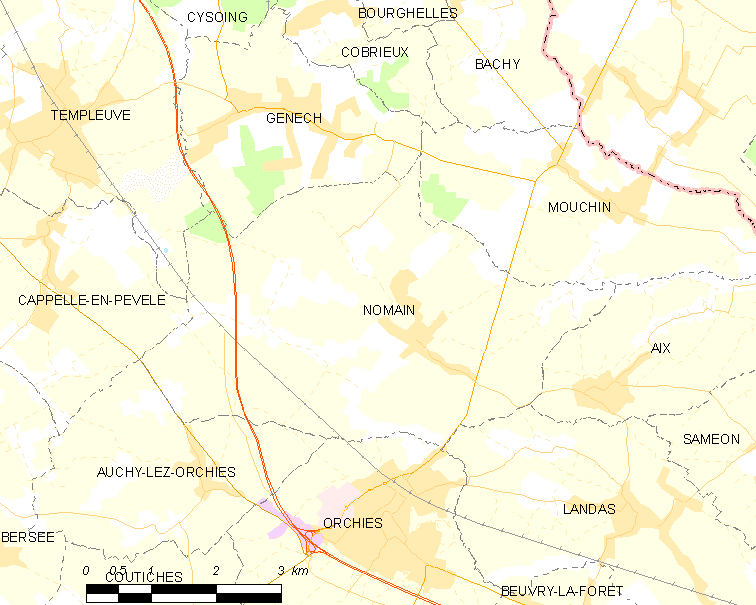
的OSM定位图

诺曼的时区为UTC+01:00、UTC+02:00（夏令时）。

## 行政
诺曼的邮政编码为59310，INSEE市镇编码为59435。

## 政治
诺曼所属的省级选区为奥尔希县。

## 人口

1962-2008年间人口变化图示

诺曼于2022年1月1日时的人口数量为2618人。